# Bussac-Forêt
Pour les articles homonymes, voir Bussac.
Bussac-Forêt est une commune du Sud-Ouest de la France située dans le département de la Charente-Maritime (région Nouvelle-Aquitaine).
Ses habitants sont appelés les Bussacais et les Bussacaises.

## Géographie

### Localisation et accès

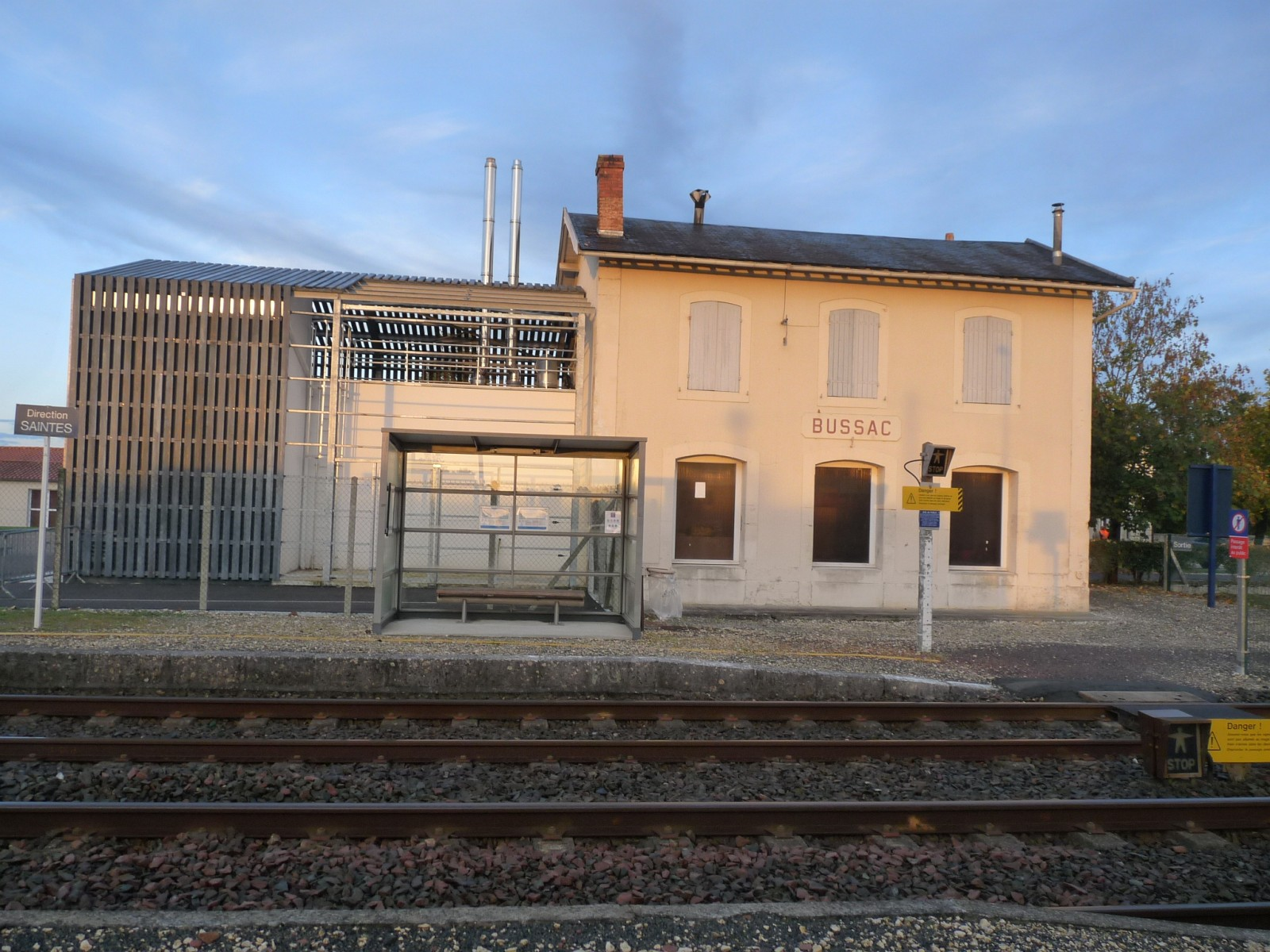
La gare de Bussac.

La ligne Saintes-Bordeaux traverse la commune et le bourg possède une gare.

### Communes limitrophes
| Donnezac (Gironde)              | Corignac            | Chepniers         |
| Saint-Savin (Gironde)           | Bussac-Forêt        | Montlieu-la-Garde |
| Saint-Yzan-de-Soudiac (Gironde) | Laruscade (Gironde) | Bedenac           |

## Urbanisme

### Typologie
Au 1er janvier 2024, Bussac-Forêt est catégorisée commune rurale à habitat dispersé, selon la nouvelle grille communale de densité à 7 niveaux définie par l'Insee en 2022.
Elle est située hors unité urbaine. Par ailleurs la commune fait partie de l'aire d'attraction de Bordeaux, dont elle est une commune de la couronne,. Cette aire, qui regroupe 275 communes, est catégorisée dans les aires de 700 000 habitants ou plus (hors Paris),.

### Occupation des sols
L'occupation des sols de la commune, telle qu'elle ressort de la base de données européenne d’occupation biophysique des sols Corine Land Cover (CLC), est marquée par l'importance des forêts et milieux semi-naturels (79,6 % en 2018), en diminution par rapport à 1990 (80,9 %). La répartition détaillée en 2018 est la suivante : 
forêts (65,6 %), milieux à végétation arbustive et/ou herbacée (13,9 %), zones agricoles hétérogènes (8,4 %), prairies (4,3 %), mines, décharges et chantiers (2,7 %), zones urbanisées (2,4 %), zones industrielles ou commerciales et réseaux de communication (1,7 %), terres arables (0,9 %). L'évolution de l’occupation des sols de la commune et de ses infrastructures peut être observée sur les différentes représentations cartographiques du territoire : la carte de Cassini (XVIIIe siècle), la carte d'état-major (1820-1866) et les cartes ou photos aériennes de l'IGN pour la période actuelle (1950 à aujourd'hui).

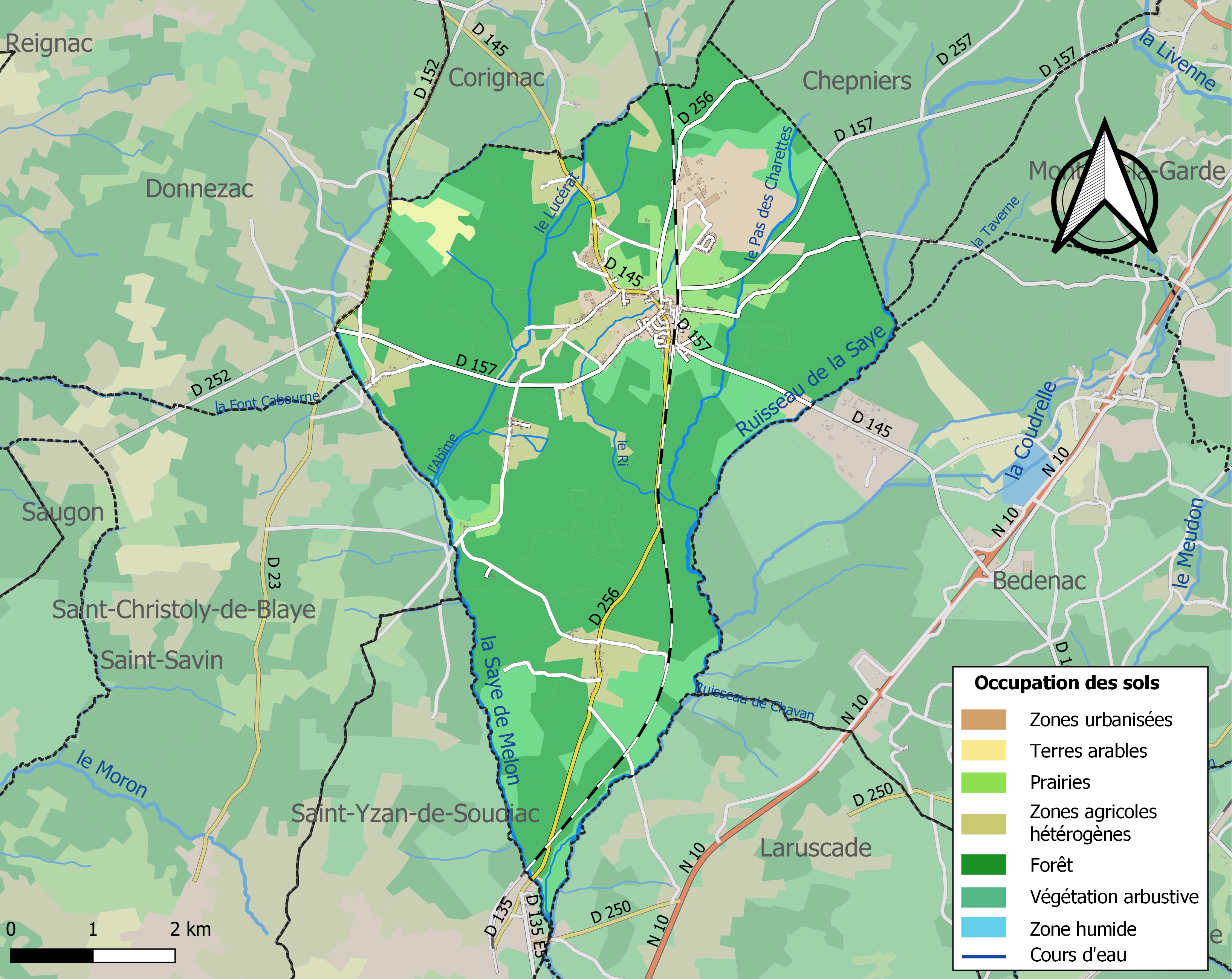
Carte des infrastructures et de l'occupation des sols de la commune en 2018 (CLC).

### Risques majeurs
Le territoire de la commune de Bussac-Forêt est vulnérable à différents aléas naturels : météorologiques (tempête, orage, neige, grand froid, canicule ou sécheresse), inondations, feux de forêts, mouvements de terrains et séisme (sismicité faible). Il est également exposé à un risque technologique,  le transport de matières dangereuses. Un site publié par le BRGM permet d'évaluer simplement et rapidement les risques d'un bien localisé soit par son adresse soit par le numéro de sa parcelle.

#### Risques naturels
Certaines parties du territoire communal sont susceptibles d’être affectées par le risque d’inondation par débordement de cours d'eau, notamment le Ruisseau de la Saye, la Coudrelle et la Saye de Melon. La commune a été reconnue en état de catastrophe naturelle au titre des dommages causés par les inondations et coulées de boue survenues en 1982, 1999 et 2010,.
Bussac-Forêt est exposée au risque de feu de forêt du fait de la présence sur son territoire du massif de la Double saintongeaise, un massif classé à risque dans le plan départemental de protection des forêts contre les incendies (PDPFCI), élaboré pour la période 2017-2026 et qui fait suite à un plan 2007-2016. Les mesures individuelles de prévention contre les incendies sont précisées par divers arrêtés préfectoraux et s’appliquent dans les zones exposées aux incendies de forêt et à moins de 200 mètres de celles-ci. L’article L.131-1 du code forestier et l’arrêté du 2 décembre 2020 règlementent l'emploi du feu en interdisant notamment d’apporter du feu, de fumer et de jeter des mégots de cigarette dans les espaces sensibles et sur les voies qui les traversent sous peine de sanctions. Un autre arrêté du 2 décembre 2020 rend le débroussaillement obligatoire, incombant au propriétaire ou ayant droit,,,.

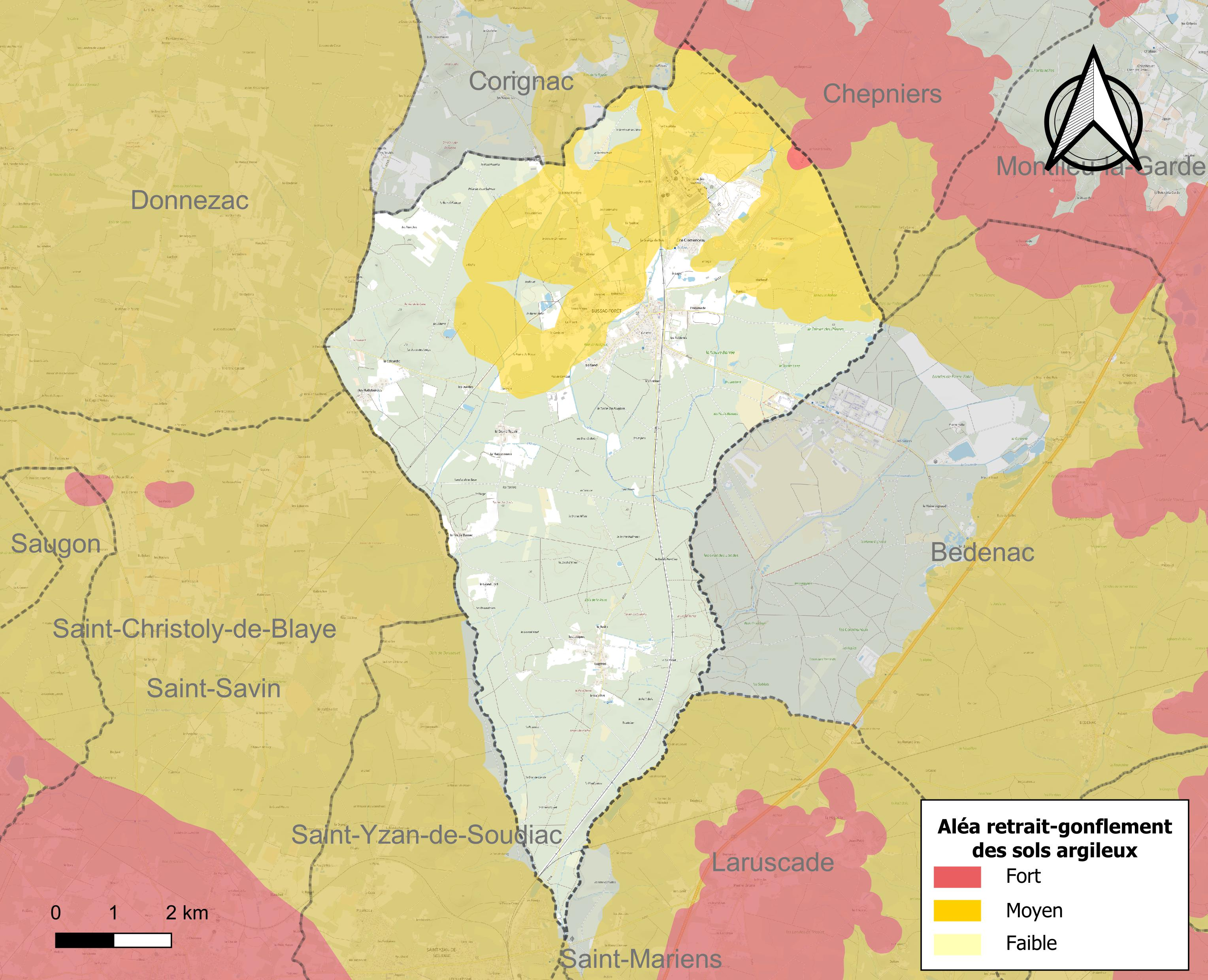
Carte des zones d'aléa retrait-gonflement des sols argileux de Bussac-Forêt.

Les mouvements de terrains susceptibles de se produire sur la commune sont des tassements différentiels.
Le retrait-gonflement des sols argileux est susceptible d'engendrer des dommages importants aux bâtiments en cas d’alternance de périodes de sécheresse et de pluie. 28,2 % de la superficie communale est en aléa moyen ou fort (54,2 % au niveau départemental et 48,5 % au niveau national). Sur les 437 bâtiments dénombrés sur la commune en 2019,  153 sont en aléa moyen ou fort, soit 35 %, à comparer aux 57 % au niveau départemental et 54 % au niveau national. Une cartographie de l'exposition du territoire national au retrait gonflement des sols argileux est disponible sur le site du BRGM,.
Par ailleurs, afin de mieux appréhender le risque d’affaissement de terrain, l'inventaire national des cavités souterraines permet de localiser celles situées sur la commune.
Concernant les mouvements de terrains, la commune a été reconnue en état de catastrophe naturelle au titre des dommages causés par la sécheresse en 1989, 2002 et 2005 et par des mouvements de terrain en 1999 et 2010.

#### Risques technologiques
Le risque de transport de matières dangereuses sur la commune est lié à sa traversée par une ou des infrastructures routières ou ferroviaires importantes ou la présence d'une canalisation de transport d'hydrocarbures. Un accident se produisant sur de telles infrastructures est susceptible d’avoir des effets graves sur les biens, les personnes ou l'environnement, selon la nature du matériau transporté. Des dispositions d’urbanisme peuvent être préconisées en conséquence.

## Toponymie
Le nom de Bussac vient d'un nom de personnage gallo-roman ou latin Buccius suivi du suffixe -acum, indiquant le « domaine de Buccius ».

## Histoire
Entre 1795 et 1800, la commune de Bussac-Forêt absorbe la commune de Lugeras.
Après la Seconde Guerre mondiale, un camp de l'armée américaine (qui utilisait la voie ferrée pour l'acheminement du matériel depuis le port de Blaye) a amené une population étrangère dans le village (cf. ci-après « Personnalités liées »). Leur équipe de football américain, qui jouait contre les homologues d'autres bases, s'appelait les Bussac Broncos.

## Administration

### Liste des maires
| Période                                  | Période  | Identité       | Étiquette | Qualité                     |
| ---------------------------------------- | -------- | -------------- | --------- | --------------------------- |
| 1945                                     | ?        | André Fretel   | SFIO      | Industriel                  |
| 2001                                     | 2008     | Maryse Briand  |           |                             |
| 2008                                     | En cours | Lise Mattiazzo | DVD       | Retraitée Fonction publique |
| Les données manquantes sont à compléter. |          |                |           |                             |

## Démographie

### Évolution démographique
L'évolution du nombre d'habitants est connue à travers les recensements de la population effectués dans la commune depuis 1793. Pour les communes de moins de 10 000 habitants, une enquête de recensement portant sur toute la population est réalisée tous les cinq ans, les populations de référence des années intermédiaires étant quant à elles estimées par interpolation ou extrapolation. Pour la commune, le premier recensement exhaustif entrant dans le cadre du nouveau dispositif a été réalisé en 2008.

En 2022, la commune comptait 1 079 habitants, en évolution de +5,47 % par rapport à 2016 (Charente-Maritime : +4,04 %, France hors Mayotte : +2,11 %).
| 1793 | 1800 | 1806 | 1821 | 1831 | 1836 | 1841 | 1846 | 1851 |
| ---- | ---- | ---- | ---- | ---- | ---- | ---- | ---- | ---- |
| 303  | 400  | 369  | 438  | 549  | 578  | 608  | 620  | 622  |

| 1856 | 1861 | 1866 | 1872 | 1876 | 1881 | 1886 | 1891 | 1896 |
| ---- | ---- | ---- | ---- | ---- | ---- | ---- | ---- | ---- |
| 633  | 685  | 560  | 514  | 594  | 597  | 626  | 599  | 596  |

| 1901 | 1906 | 1911 | 1921 | 1926 | 1931 | 1936 | 1946 | 1954 |
| ---- | ---- | ---- | ---- | ---- | ---- | ---- | ---- | ---- |
| 652  | 684  | 663  | 621  | 631  | 624  | 632  | 603  | 751  |

| 1962 | 1968 | 1975 | 1982 | 1990 | 1999 | 2006 | 2008 | 2013  |
| ---- | ---- | ---- | ---- | ---- | ---- | ---- | ---- | ----- |
| 913  | 609  | 702  | 753  | 860  | 872  | 938  | 957  | 1 001 |

| 2018  | 2022  | - | - | - | - | - | - | - |
| ----- | ----- | - | - | - | - | - | - | - |
| 1 046 | 1 079 | - | - | - | - | - | - | - |

### Pyramide des âges
La population de la commune est relativement jeune.
En 2018, le taux de personnes d'un âge inférieur à 30 ans s'élève à 34,7 %, soit au-dessus de la moyenne départementale (29 %). À l'inverse, le taux de personnes d'âge supérieur à 60 ans est de 25,2 % la même année, alors qu'il est de 34,9 % au niveau départemental.
En 2018, la commune comptait 525 hommes pour 521 femmes, soit un taux de 50,19 % d'hommes, largement supérieur au taux départemental (47,85 %).
Les pyramides des âges de la commune et du département s'établissent comme suit.
| Hommes | Classe d’âge | Femmes |
| ------ | ------------ | ------ |
| 0,6    | 90 ou +      | 0,4    |
| 5,3    | 75-89 ans    | 6,9    |
| 19,4   | 60-74 ans    | 17,9   |
| 20,0   | 45-59 ans    | 24,0   |
| 17,7   | 30-44 ans    | 18,4   |
| 15,0   | 15-29 ans    | 16,3   |
| 21,9   | 0-14 ans     | 16,1   |

| Hommes | Classe d’âge | Femmes |
| ------ | ------------ | ------ |
| 1,1    | 90 ou +      | 2,6    |
| 10,1   | 75-89 ans    | 12,6   |
| 22     | 60-74 ans    | 23,2   |
| 20,1   | 45-59 ans    | 19,7   |
| 16,1   | 30-44 ans    | 15,6   |
| 15,2   | 15-29 ans    | 12,7   |
| 15,4   | 0-14 ans     | 13,6   |

## Économie
La commune abrite une cimenterie des Ciments français, filiale du groupe italien Italcementi puis de HeidelbergCement.

## Lieux et monuments
L'église paroissiale Notre-Dame-de-l'Assomption date du XIIe siècle. Sa cloche date de 1636 et son clocher a été remonté en 1737.

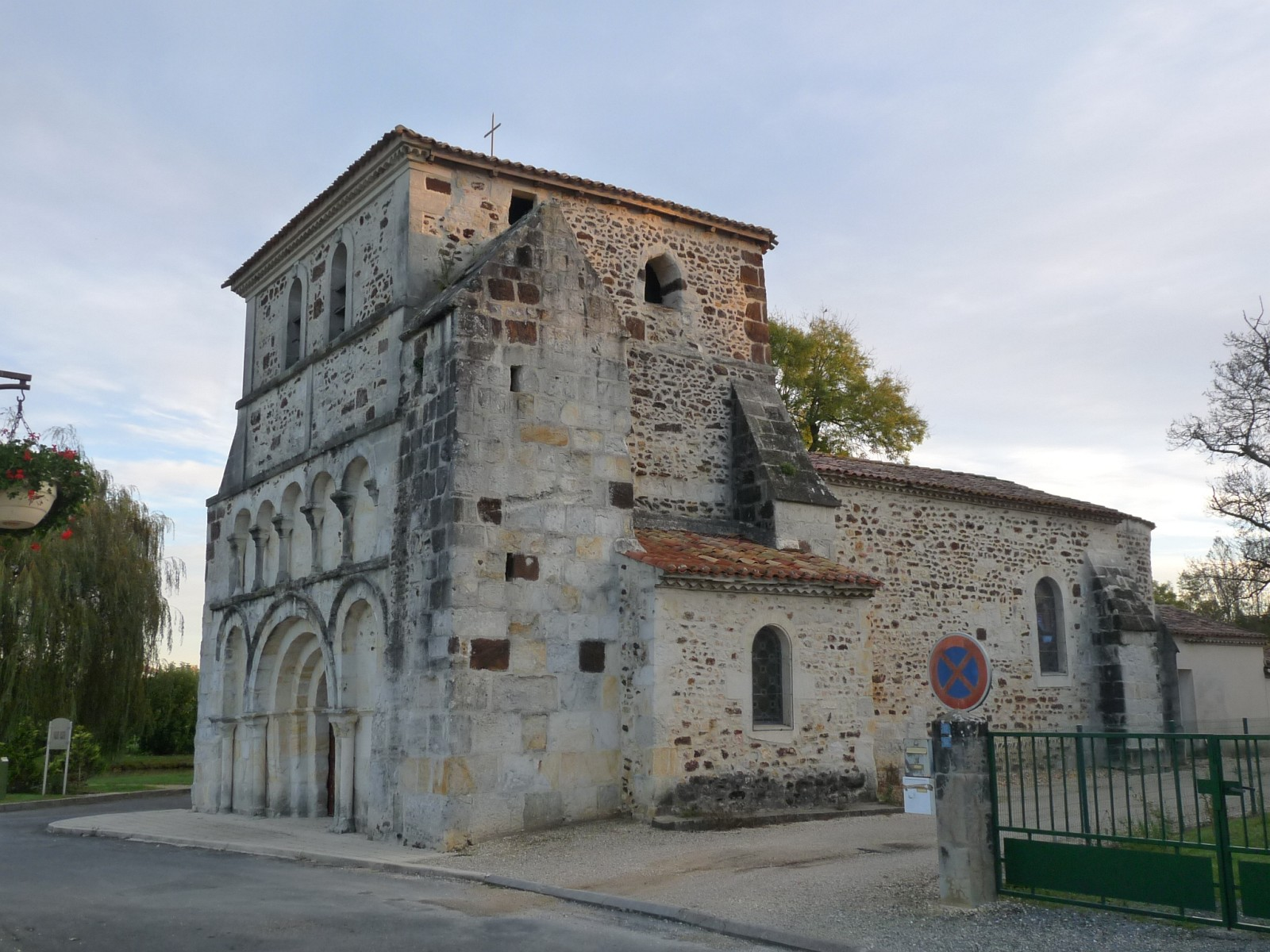
Vue générale.
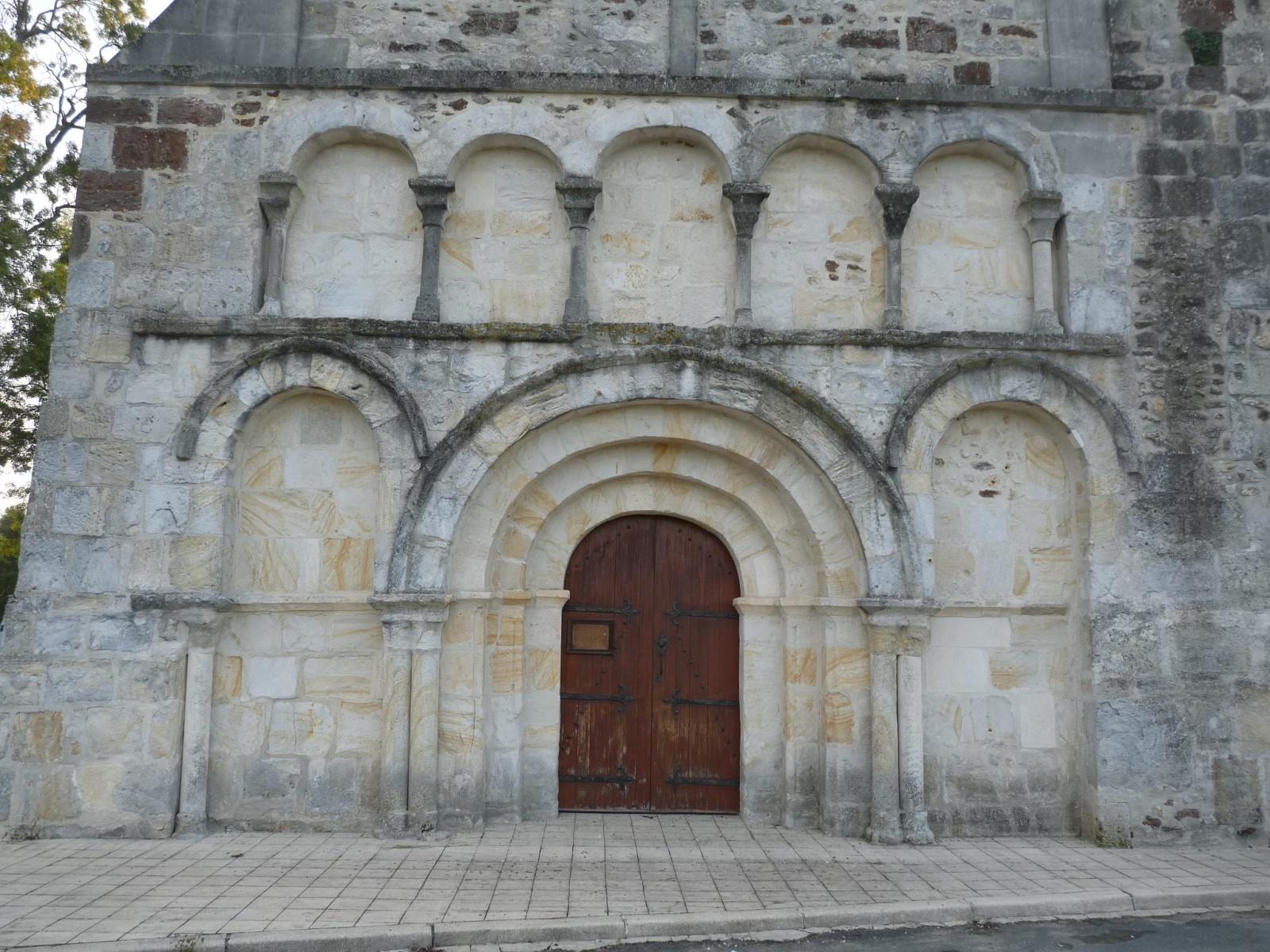
La façade.

## Personnalités liées à la commune
- Yves Caumon, réalisateur de cinéma.
- Bruce Bochy, ancien joueur de la Ligue majeure de baseball puis manager des Giants de San Francisco, y est né (son père était basé dans le camp de l'armée américaine[29]).